# Hans Kelsen
Hans Kelsen (11. Oktober 1881 – 19. April 1973) je bil avstrijski pravnik, pravni filozof in politični filozof. Njegovo najbolj znano in pomembno delo je Čista teorija prava (nemško: Reine Rechtslere).

## Življenjepis
Hans Kelsen se je rodil v Pragi, v nemško govorečo, židovsko družino. Njegov oče je bil Adolf Kelsen, ki je bil po poreklu iz Galicije, njegova mati pa Auguste Loewy. Kelsen je bil njun prvi otrok, nato je dobil še 2 mlajša brata in pa sestro. Leta 1884, ko je Kelsen imel 3 leta, se je družina preselila na Dunaj. Po opravljenem šolanju na Akademisches Gymnasium, se je Kelsen odločil za študij prava na Dunajski univerzi (University of Vienna). Njegovo prvo delo, ki se nanaša na politično pravo, je nastalo leta 1905, in sicer disertacija na temo Dantejeve teorije države. V tem obdobju se je tudi pokristjanil. Leta 1908 je prejel raziskovalno štipendijo, ki mu je omogočala, da je študiral, na Heidelberški univerzi (University of Heidelberg), tri semestre. Njegov mentor na univerzi je bil pravnik Georg Jellinek. Po zaključenih 3 semestrih, se je Kelsen vrnil na Dunaj. 18. Maja 1906 je doktoriral iz prava, 9. Marca 1911, pa si je pridobil tudi licenco za predavanje na univerzah, o javnem pravu in o filozofiji prava. 25. Maja 1912 se je poročil z Margarete Bondi (1890 – 1973), nekaj dni pred poroko pa sta se oba spreobrnila v luteranstvo augsburške veroizpovedi. Zakonca Kelsen sta imela kasneje 2 hčerki. 
Leta 1919 je postal profesor javnega in administrativnega prava na Dunajski Univerzi. Na ukaz kanclerja Karla Rennerja je Kelsen sodeloval tudi pri osnovanju Avstrijske ustave, ki so jo leta 1920 sprejeli. Bil je tudi doživljenjsko izbran za člana Avstrijskega ustavnega sodišča. V zgodnjih dvajsetih letih je izdal 6 večjih del: leta 1920, Problem suverenosti in teorija mednarodnega prava (Das Problem der Souveränität und die Theorie des Völkerrechts), O bistvu in pomenu demokracije (Vom Wesen und Wert der Demokratie); leta 1922, Sociološki in pravni koncept države (Der soziologische und der juristische Staatsbegriff); leta 1923, Avstrijsko javno pravo (Österreichisches Staatsrecht); in leta 1925, Splošna teorija države (Allgemeine Staatslehre) in Problem parlamentarizma (Das Problem des Parlamentarismus). Kasneje je bilo izdano tudi delo Filozofski temelji naravnega prava in pravnega pozitivizma (Die philosophischen Grundlagen der Naturrechtslehre und des Rechtspositivismus).
Hans je prav tako imel svoje mnenje o pravičnosti. Sam je pravičnost opredelil, kot svoj poklic in, da naj bi bila to njegova prioriteta v življenju. Trdil je, da je pravica pod zaščito znanosti in uspeva z znanstveno resnico in iskrenostjo. Prav tako je trdil, da je pravica pravičnost miru, pravičnost demokracije in pravičnost strpnosti. Absolutno pravičnost pa je opredelil le kot čudovite sanje človeštva.

## Čista teorija prava
Čista teorija prava se na splošno šteje med njegove najbolj izvirne prispevke k pravni teoriji in je splošno priznana kot njegov magnus opus. Njegova knjiga s tem naslovom je bila prvič objavljena leta 1934. Leta 1960 je bila objavljena druga izdaja, ki se je zelo razširila po svetu. Slednja se je pojavila v angleškem prevodu leta 1967 kot Pure Theory of Law. Teorija v tej knjigi je bila verjetno najbolj vplivna teorija prave, ki je nastala v 20.stoletju.

## Priznanja
1938: Častni član American Society of International Law
1953: Karl Renner Prize
1960: Feltrinelli Prize
1961: Grand Merit Cross with Star of the Federal Republic of Germany
1961: Austrian Decoration for Science and Art
1966: Ring of Honour of the City of Vienna
1967: Great Silver Medal with Star for Services to the Republic of Austria
1981: Kelsenova ulica na Dunaju poimenovana po Hansu Kelsenu